# Phyllopsammia
Phyllopsammia, en ocasiones erróneamente denominado Phyllopsamia, es un género de foraminífero bentónico considerado un sinónimo posterior de Pavonitina de la subfamilia Pavonitininae, de la familia Pavonitinidae, de la superfamilia Pavonitinoidea, del suborden Spiroplectamminina y del orden Lituolida. Su especie tipo era Phyllopsammia adanula. Su rango cronoestratigráfico abarcaba el Jurásico medio.

## Discusión
Clasificaciones previas incluían Phyllopsammia en el suborden Textulariina del Orden Textulariida, o en el orden Lituolida sin diferenciar el suborden Spiroplectamminina.

## Clasificación
Phyllopsammia incluía a las siguientes especies:
- Phyllopsammia adanula †
- Phyllopsammia hungarica †